# Meir Amit
Meir Amit (în ebraică מאיר עמית‎; n. 17 martie 1921, Tiberias, Palestina sub mandat britanic – d. 17 iulie 2009, Tel Aviv, Israel) a fost un general și om politic israelian, care a îndeplinit funcția de director al Mossad (1963-1968). 
In anul 2003 i s-a decernat Premiul Israel, premiul de stat al țării sale, pentru contribuții remarcabile aduse societății și statului.

## Biografie
Meir Amit s-a născut la data de 17 martie 1921, în localitatea Tveria (=Tiberias) din Palestina, aflată pe atunci sub mandat britanic, având la naștere numele de Meir Slutzki.
Tatăl său, imigrat în Palestina din Cernihiv, Ucraina, era frate cu Abram Sluțki, tatăl renumitului poet sovietic rus Boris Abramovici Sluțki.
După absolvirea studiilor elementare la Școala primară din cartierul Borochov din Ramat Gan, la Școala regională din kibutzul Givat HaShlosha și a Gimnaziului Balfour din Tel Aviv, a studiat administrarea afacerilor la Columbia Business School din New York. În perioada 1939-1952 a locuit în kibbutz-ul Alonim.
S-a alăturat trupelor paramilitare ale Hagana în anul 1936, servind în cadrul Corpului de Patrulare (1940-1945). A avansat pe rând la funcțiile de comandant de pluton în Corpul de Infanterie, comandant de companie și a luptat în bătăliile de la Mishmar HaEmek și Emek Izreel (1947). A participat astfel la eliberarea Galileei de Sud, în Operația Hiram (fiind comandant-adjunct de regiment), în Operația Horev (comandant de regiment), precum și în Operația Ovda.
După proclamarea statului Israel, devine comandant al Brigăzii Golani (1950), apoi al Școlii de instrucție (1951). Este promovat ca șef al Departamentului de Operații din cadrul Marelui Stat Major al Armatei de Apărare a Israelului, comandant al Armatei de Sud (1955-1956), apoi comandant al Armatei de Nord (1958-1959).
Revenit de la studii din SUA (management la universitatea Columbia), Amit a intrat în comunitatea de informații a Israelului, mai întâi ca general-maior și director al Serviciului de Informații Militare israeliene (AMAN) (1962-1963) și apoi ca director al Mossadului (1963-1968).
În calitate de director, el a orchestrat unele din marile succese ale Mossad-ului, inclusiv cazul spionului Eli Cohen care a pătruns la cele mai înalte niveluri ale guvernului sirian. În același timp, Mossad-ul a obținut informații de la un pilot irakian maronit care zbura cu un avion Mig-21 din Irak în Israel. Amit este cunoscut în special pentru succesul repurtat în dezvoltarea rețelei de agenți secreți ai Israelului (HUMINT), îndeosebi în lumea arabă. 
Amit a contribuit la întărirea relațiilor dintre Israel și mișcarea de eliberare națională a kurzilor din Irak de sub conducerea lui Mollah Mustafa Barzani și a vizitat Kurdistanul irakian în câteva rânduri. A strâns relațiile și cu serviciile secrete marocane , iar rolul jucat de oameni ai Mossad-ului sub conducerea sa în afacerea Ben Barka ar fi fost un subiect de conflict între el și Isser Harel, șeful legendar al serviciilor secrete israeliene.
În cursul Războiului de Șase Zile din anul 1967, Amit a avut la dispoziție o rețea de informatori care pătrundea în interiorul armatei egiptene, oferind detalii-cheie pentru ofensivele militare israeliene atât aeriene, cât și de la sol. Amit a cultivat strânse relații personale cu CIA.
După retragerea din cadrul Mossad, el a continuat să fie o voce activă în cadrul comunității de informații și a mai desfășurat și alte activități pentru guvernul israelian. În perioada 1968-1977 a îndeplinit funcția de director al “Koor” (Conglomeratul industrial al Histadrut-ului). Începând din anul 1978 a activat pe poziții de management superior în cadrul companiilor de Hi-Tech. Actualmente, este președintele Centrului Israelian pentru Studii Strategice.
Într-un interviu din anul 2006 acordat reporterului Aaron Klein, Amit s-a referit la problema actuală a terorismului islamist. El a afirmat că vede acest conflict ca pe un al Treilea Război Mondial, o încercare de a impune credința islamică în întreaga lume. El a făcut un apel la asasinarea președintelui iranian Mahmud Ahmadinejad care a amenințat în mod repetat că va distruge statul Israel.

## Activitate politică
În anul 1977, împreună cu alte personalități, a fondat Mișcarea Democratică pentru Schimbare (Partidul Dash), partid de centru condus de către profesorul Yigael Yadin, fost șef al Marelui Stat Major al Armatei Israeliene. La 17 mai 1977, Meir Amit a fost ales ca membru al Knesset-ului, din partea Mișcării Democratice pentru Schimbare (Dash). Acest partid a făcut parte din coaliția guvernamentală condusă de Menachem Beghin, liderul blocului Likud. În calitate de deputat, Amit a fost membru al Comisiei Knessetului pentru Afaceri Externe și Apărare.
În perioada 20 iunie 1977 - 15 septembrie 1978, Meir Amit a îndeplinit funcția de ministru al transporturilor și comunicațiilor în Guvernul condus de către Menahem Begin, ca reprezentant al Mișcării Democratice pentru Schimbare. Partidul Dash s-a dezintegrat cu timpul, iar în anul 1978, Meir Amit s-a alăturat Partidului Shinui de factură liberală laică. Doi ani mai târziu, a părăsit Partidul Shinui și a devenit membru al Partidului Laburist. Mandatul de parlamentar al lui Amit a încetat la 30 iunie 1981, odată cu finalizarea activității legislaturii a 9-a a Knesset-ului.